# W Ursae Majoris
Désignations
W Ursae Majoris (en abrégé W UMa) est une étoile binaire de la constellation boréale de la Grande Ourse. Elle a une magnitude apparente d'environ 7,9, ce qui est trop faible pour être visible à l'œil nu mais elle peut être vue avec un petit télescope. Les mesures de la parallaxe annuelle du système par le satellite Gaia le place à une distance de ∼ 169,2 a.l. (∼ 51,9 pc) de la Terre.
En 1903, les astronomes allemands Gustav Müller et Paul Kempf ont découvert que la luminosité de ce système variait. Il est devenu depuis le prototype et l'éponyme d'un type d'étoiles variables appelées variables de type W Ursae Majoris. Le système est constitué de deux étoiles sur une orbite circulaire serrée avec une période de 0,333 6 jours, soit 8 heures et 23 secondes. Durant chaque cycle, chaque étoile éclipse l'autre, provoquant une baisse de magnitude. La magnitude maximale de la paire est de 7,75. Durant l'éclipse de la primaire, la magnitude totale baisse de 0,73, alors que l'éclipse de la secondaire provoque une baisse de magnitude de 0,68.
Les deux étoiles de W Ursae Majoris sont si proches l'une de l'autre que leurs enveloppes extérieures sont en contact direct, ce qui en fait une binaire à contact. En conséquence, elles ont le même type spectral F8Vp, qui correspond au spectre d'une étoile de la séquence principale qui tire son énergie de la fusion nucléaire de l'hydrogène. Cependant, la composante primaire a une masse et un rayon plus grand que la secondaire, avec 1,19 fois la masse du Soleil et 1,08 fois le rayon du Soleil. La secondaire a 0,57 masse solaire et 0,78 rayon solaire,.
La période orbitale du système a changé depuis 1903, ce qui pourrait être le résultat d'un transfert de masse ou d'un effet de freinage des champs magnétiques. Des taches stellaires ont été observées sur la surface des étoiles et de fortes émissions de rayons X ont été détectées, indiquant un haut niveau d'activité magnétique, commun aux variables de type W UMa. Cette activité magnétique pourrait jouer un rôle dans la régulation de la périodicité et de l'amplitude des transferts de masse.
W Ursae Majoris possède un compagnon de 12e magnitude portant la désignation ADS 7494B. Elles pourraient se déplacer conjointement dans l'espace.